# Assirik
Der Mont Assirik liegt in den Bassari-Bergen im Südosten des westafrikanischen Staates Senegal. Es handelt sich um die höchste Erhebung im Nationalpark Niokolo-Koba und sie liegt zentral in dem südöstlichen Teil des Parks, der zur Region Kédougou gehört, etwa auf halbem Weg zwischen dem Gambia im Süden und der Nationalstraße N 7 im Norden.
Zwar wird die Höhe des Berges traditionell mit 311 m angegeben, jedoch wird das komplette, rund 33 Hektar große unbewaldete Gipfelplateau laut Opentopomap von einer 320 m-Höhenlinie umschrieben, und mit den in diesem Artikel angegebenen Koordinaten ist eine Höhe von 327 m verknüpft.
Die nach allen Seiten um rund 100 Höhenmeter relativ steil abfallenden Hänge des länglichen  und unregelmäßig begrenzten Gipfelplateaus sind bewaldet. Hier fand in den 1970er Jahren ein größeres Auswilderungsprojekt „Chimpanzee Rehabilitation Project“ für Schimpansen statt. Sie leben hier unter für ihre Bedürfnisse eher ungewöhnlichen Lebensbedingungen.